# Sandy Bridge
Sandy Bridge es el nombre en clave de una microarquitectura para microprocesadores desarrollada por Intel como sucesora de Westmere. Llamada también la segunda generación.

## Visión general
Sandy Bridge está fabricado en una arquitectura de 32 nanómetros, al igual que Westmere. Intel mostró por primera vez un procesador Sandy Bridge en 2009, y sacó al mercado su primer producto en enero de 2011 basado en esta microarquitectura.

### Arquitectura
Aunque el NDA oficialmente se expiró el 3 de enero de 2011, meses antes de su salida, ya se sabían los detalles que iban a tener estos procesadores:
- La superficie del encapsulado de los procesadores de cuádruple núcleo son aproximadamente de 216 mm² con 995 millones de transistores.[2]
- Soportan las tecnologías HyperThreading e Intel Turbo Boost, aunque algunas características están capadas o desactivadas para diferenciarse entre los distintos segmentos de mercado, como ocurría con las anteriores generaciones.
- Frecuencias de reloj de serie desde 2,3 GHz hasta 3,4 GHz para procesadores de sobremesa y desde 2,2 GHz hasta 2,7 GHz para el segmento portátil. Con Turbo boost activado, se llega hasta los 3,8 GHz sin practicar overclock manual.
- La GPU integrada cuenta con frecuencias desde 650 MHz hasta 850 MHz, y si se activa Turbo Boost hasta 1,35 GHz.
- Cierta cantidad de caché de nivel 3 está tapada en algunos modelos para diferenciar entre segmentos de mercado.
- 64 KiB de caché de nivel 1 por núcleo (32 KiB L1 Datos + 32 KiB L1 instrucciones) y 256 KiB caché nivel 2 por núcleo.
- Hasta 8 MiB de caché de nivel 3 compartida con un bus en anillo para poder compartirse con el núcleo gráfico.
- Ancho de banda del bus en anillo de 256 bits por ciclo. El bus conecta los núcleos.
- Todos los procesadores basados cuentan con un ancho de línea con caché de 64 bytes.
- Controlador de memoria mejorado con un ancho de banda máximo de 25,6 GiB/s y soporte para DDR3 a 1600 MHz en doble canal con dos operaciones de carga/almacenamiento por ciclo.
- Potencia de diseño térmico comprendida entre 35 W y 95 W para procesadores destinados a sobremesa; y entre 18 W y 55 W los destinados al segmento portátil.
- Doble y cuádruple núcleo disponibles desde la salida de los mismos, los de séxtuple y octuple núcleo llegarían al mercado más adelante.
- Los procesadores con tecnología obsoleta x86 con el SSE desactivado, dan hasta 8 GFLOPS en coma flotante de doble precisión por núcleo, con un máximo teórico de 32 GFLOPS en coma flotante de doble precisión por procesador.
- Con el AVX activado, los procesadores dan una potencia máxima teórica de 32 GFLOPS de coma flotante en doble precisión por núcleo, lo que se traduce en un máximo de 128 GFLOPS de coma flotante en doble precisión por procesador.

- Mejorado el rendimiento con operaciones de función transcendente, cifrado AES y SHA-1.
- Soporte de hasta 32 GiB de RAM DDR3[3]

### Overclock
Los procesadores compatibles con el zócalo 1155 tienen gran dificultad para aumentar el bus más allá de su valor de serie (100 MHz), con un margen alrededor del 2 o 3% como máximo, debido a un generador de frecuencia integrado que maneja los buses eléctricos. Por ello, la frecuencia del generador debe estar muy cercana a los 100 MHz o el resto de hardware podría tener un comportamiento anormal, o bien sufrir daños. El overclock para estos modelos se centra en el multiplicador del procesador, que Intel desbloqueará en todos los modelos con la coletilla "K"
El 15 de septiembre de 2010, un procesador modelo i7 2600K pudo llegar a una frecuencia de reloj de 4,9 GHz únicamente por refrigeración de aire. Esto levantó una asombrosa expectativa debido a que esa frecuencia solo se había conseguido mediante refrigeración líquida.
Los modelos con la coletilla "E" también vienen con el multiplicador desbloqueado.

### Lista de procesadores Sandy Bridge
Los procesadores con la GPU integrada Intel HD Graphics 3000 están marcados en negrita. El resto de procesadores llevan el modelo de GPU integrada Intel HD Graphics 2000, o bien no llevan incluida ninguna GPU, cuya velocidad de reloj viene como N/A.

#### Segmento escritorio
| Gama             | Núcleos (Hilos de ejecución) | Modelo Procesador | Modelo Procesador | CPU Vel. de reloj | CPU Vel. de reloj | GPU Vel. de reloj | GPU Vel. de reloj | Caché L3 | TDP   | Año de Lanzamiento (A-M-D) | Precio (USD) | Placa Base | Placa Base       | Placa Base                   |
| Gama             | Núcleos (Hilos de ejecución) | Modelo Procesador | Modelo Procesador | Normal            | Turbo             | Normal            | Turbo             | Caché L3 | TDP   | Año de Lanzamiento (A-M-D) | Precio (USD) | Zócalo     | Interfaz         | Memoria                      |
| ---------------- | ---------------------------- | ----------------- | ----------------- | ----------------- | ----------------- | ----------------- | ----------------- | -------- | ----- | -------------------------- | ------------ | ---------- | ---------------- | ---------------------------- |
| Alto rendimiento | 6 (12)                       | Core i7 Extreme   | 3960X             | 3,3 GHz           | 3,9 GHz           | N/A               | N/A               | 15 MB    | 130 W | 2011-11-14                 | $999         | LGA 2011   | DMI 2.0 PCIe 3.0 | Hasta quad channel DDR3-1600 |
| Alto rendimiento | 6 (12)                       | Core i7           | 3930K             | 3,2 GHz           | 3,8 GHz           | N/A               | N/A               | 12 MB    | 130 W | 2011-11-14                 | $583         | LGA 2011   | DMI 2.0 PCIe 3.0 | Hasta quad channel DDR3-1600 |
| Alto rendimiento | 4 (8)                        | Core i7           | 3820              | 3,6 GHz           | 3,9 GHz           | N/A               | N/A               | 10 MB    | 130 W | Q1 2012                    | $294         | LGA 2011   | DMI 2.0 PCIe 3.0 | Hasta quad channel DDR3-1600 |
| Rendimiento      | 4 (8)                        | Core i7           | 2700K             | 3,5 GHz           | 3,9 GHz           | 850 MHz           | 1350 MHz          | 8 MB     | 95 W  | 2011-10-24                 | $332         | LGA 1155   | DMI 2.0 PCIe 2.0 | Hasta dual Channel DDR3-1333 |
| Rendimiento      | 4 (8)                        | Core i7           | 2600K             | 3,4 GHz           | 3,8 GHz           | 850 MHz           | 1350 MHz          | 8 MB     | 95 W  | 2011-1-9                   | $317         | LGA 1155   | DMI 2.0 PCIe 2.0 | Hasta dual Channel DDR3-1333 |
| Rendimiento      | 4 (8)                        | Core i7           | 2600              | 3,4 GHz           | 3,8 GHz           | 850 MHz           | 1350 MHz          | 8 MB     | 95 W  | 2011-1-9                   | $294         | LGA 1155   | DMI 2.0 PCIe 2.0 | Hasta dual Channel DDR3-1333 |
| Rendimiento      | 4 (8)                        | Core i7           | 2600S             | 2,8 GHz           | 3,8 GHz           | 850 MHz           | 1350 MHz          | 8 MB     | 65 W  | 2011-1-9                   | $306         | LGA 1155   | DMI 2.0 PCIe 2.0 | Hasta dual Channel DDR3-1333 |
| Rendimiento      | 4 (4)                        | Core i5           | 2500K             | 3,3 GHz           | 3,7 GHz           | 850 MHz           | 1100 MHz          | 6 MB     | 95 W  | 2011-1-9                   | $216         | LGA 1155   | DMI 2.0 PCIe 2.0 | Hasta dual Channel DDR3-1333 |
| Rendimiento      | 4 (4)                        | Core i5           | 2500              | 3,3 GHz           | 3,7 GHz           | 850 MHz           | 1100 MHz          | 6 MB     | 95 W  | 2011-1-9                   | $205         | LGA 1155   | DMI 2.0 PCIe 2.0 | Hasta dual Channel DDR3-1333 |
| Rendimiento      | 4 (4)                        | Core i5           | 2500S             | 2,7 GHz           | 3,7 GHz           | 850 MHz           | 1100 MHz          | 6 MB     | 65 W  | 2011-1-9                   | $216         | LGA 1155   | DMI 2.0 PCIe 2.0 | Hasta dual Channel DDR3-1333 |
| Rendimiento      | 4 (4)                        | Core i5           | 2500T             | 2,3 GHz           | 3,3 GHz           | 650 MHz           | 1250 MHz          | 6 MB     | 45 W  | 2011-1-9                   | $216         | LGA 1155   | DMI 2.0 PCIe 2.0 | Hasta dual Channel DDR3-1333 |
| Rendimiento      | 4 (4)                        | Core i5           | 2400              | 3,1 GHz           | 3,4 GHz           | 850 MHz           | 1100 MHz          | 6 MB     | 95 W  | 2011-1-9                   | $184         | LGA 1155   | DMI 2.0 PCIe 2.0 | Hasta dual Channel DDR3-1333 |
| Rendimiento      | 4 (4)                        | Core i5           | 2405S             | 2,5 GHz           | 3,3 GHz           | 850 MHz           | 1100 MHz          | 6 MB     | 65 W  | 2011-5-22                  | $205         | LGA 1155   | DMI 2.0 PCIe 2.0 | Hasta dual Channel DDR3-1333 |
| Rendimiento      | 4 (4)                        | Core i5           | 2400S             | 2,5 GHz           | 3,3 GHz           | 850 MHz           | 1100 MHz          | 6 MB     | 65 W  | 2011-1-9                   | $195         | LGA 1155   | DMI 2.0 PCIe 2.0 | Hasta dual Channel DDR3-1333 |
| Rendimiento      | 4 (4)                        | Core i5           | 2320              | 3 GHz             | 3,3 GHz           | 850 MHz           | 1100 MHz          | 6 MB     | 95 W  | 2011-9-4                   | $177         | LGA 1155   | DMI 2.0 PCIe 2.0 | Hasta dual Channel DDR3-1333 |
| Rendimiento      | 4 (4)                        | Core i5           | 2310              | 2,9 GHz           | 3,2 GHz           | 850 MHz           | 1100 MHz          | 6 MB     | 95 W  | 2011-5-22                  | $177         | LGA 1155   | DMI 2.0 PCIe 2.0 | Hasta dual Channel DDR3-1333 |
| Rendimiento      | 4 (4)                        | Core i5           | 2300              | 2,8 GHz           | 3,1 GHz           | 850 MHz           | 1100 MHz          | 6 MB     | 95 W  | 2011-1-9                   | $177         | LGA 1155   | DMI 2.0 PCIe 2.0 | Hasta dual Channel DDR3-1333 |
| Básico           | 2 (4)                        | Core i5           | 2390T             | 2,7 GHz           | 3,5 GHz           | 650 MHz           | 1100 MHz          | 3 MB     | 35 W  | 2011-2-20                  | $195         | LGA 1155   | DMI 2.0 PCIe 2.0 | Hasta dual Channel DDR3-1333 |
| Básico           | 2 (4)                        | Core i3           | 2120T             | 2,6 GHz           | N/A               | 650 MHz           | 1100 MHz          | 3 MB     | 35 W  | 2011-9-4                   | $127         | LGA 1155   | DMI 2.0 PCIe 2.0 | Hasta dual Channel DDR3-1333 |
| Básico           | 2 (4)                        | Core i3           | 2100T             | 2,5 GHz           | N/A               | 650 MHz           | 1100 MHz          | 3 MB     | 35 W  | 2011-2-20                  | $127         | LGA 1155   | DMI 2.0 PCIe 2.0 | Hasta dual Channel DDR3-1333 |
| Básico           | 2 (4)                        | Core i3           | 2130              | 3,4 GHz           | N/A               | 850 MHz           | 1100 MHz          | 3 MB     | 65 W  | 2011-9-4                   | $138         | LGA 1155   | DMI 2.0 PCIe 2.0 | Hasta dual Channel DDR3-1333 |
| Básico           | 2 (4)                        | Core i3           | 2125              | 3,3 GHz           | N/A               | 850 MHz           | 1100 MHz          | 3 MB     | 65 W  | 2011-9-4                   | $134         | LGA 1155   | DMI 2.0 PCIe 2.0 | Hasta dual Channel DDR3-1333 |
| Básico           | 2 (4)                        | Core i3           | 2120              | 3,3 GHz           | N/A               | 850 MHz           | 1100 MHz          | 3 MB     | 65 W  | 2011-2-20                  | $138         | LGA 1155   | DMI 2.0 PCIe 2.0 | Hasta dual Channel DDR3-1333 |
| Básico           | 2 (4)                        | Core i3           | 2105              | 3,1 GHz           | N/A               | 850 MHz           | 1100 MHz          | 3 MB     | 65 W  | 2011-5-22                  | $134         | LGA 1155   | DMI 2.0 PCIe 2.0 | Hasta dual Channel DDR3-1333 |
| Básico           | 2 (4)                        | Core i3           | 2102              | 3,1 GHz           | N/A               | 850 MHz           | 1100 MHz          | 3 MB     | 65 W  | Q2 2011                    |              | LGA 1155   | DMI 2.0 PCIe 2.0 | Hasta dual Channel DDR3-1333 |
| Básico           | 2 (4)                        | Core i3           | 2100              | 3,1 GHz           | N/A               | 850 MHz           | 1100 MHz          | 3 MB     | 65 W  | 2011-2-20                  | $117         | LGA 1155   | DMI 2.0 PCIe 2.0 | Hasta dual Channel DDR3-1333 |
| Básico           | 2 (2)                        | Pentium           | G860              | 3,0 GHz           | N/A               | 850 MHz           | 1100 MHz          | 3 MB     | 65 W  | 2011-9-4                   | $86          | LGA 1155   | DMI 2.0 PCIe 2.0 | Hasta dual Channel DDR3-1333 |
| Básico           | 2 (2)                        | Pentium           | G850              | 2,9 GHz           | N/A               | 850 MHz           | 1100 MHz          | 3 MB     | 65 W  | 2011-5-24                  | $86          | LGA 1155   | DMI 2.0 PCIe 2.0 | Hasta dual Channel DDR3-1333 |
| Básico           | 2 (2)                        | Pentium           | G840              | 2,8 GHz           | N/A               | 850 MHz           | 1100 MHz          | 3 MB     | 65 W  | 2011-5-24                  | $75          | LGA 1155   | DMI 2.0 PCIe 2.0 | Hasta dual Channel DDR3-1333 |
| Básico           | 2 (2)                        | Pentium           | G632              | 2,7 GHz           | N/A               | 850 MHz           | 1100 MHz          | 3 MB     | 65 W  | Q3 2011                    |              | LGA 1155   | DMI 2.0 PCIe 2.0 | Hasta dual Channel DDR3-1333 |
| Básico           | 2 (2)                        | Pentium           | G630              | 2,7 GHz           | N/A               | 850 MHz           | 1100 MHz          | 3 MB     | 65 W  | 2011-9-4                   | $75          | LGA 1155   | DMI 2.0 PCIe 2.0 | Hasta dual Channel DDR3-1333 |
| Básico           | 2 (2)                        | Pentium           | G622              | 2,6 GHz           | N/A               | 850 MHz           | 1100 MHz          | 3 MB     | 65 W  | Q2 2011                    |              | LGA 1155   | DMI 2.0 PCIe 2.0 | Hasta dual Channel DDR3-1333 |
| Básico           | 2 (2)                        | Pentium           | G620              | 2,6 GHz           | N/A               | 850 MHz           | 1100 MHz          | 3 MB     | 65 W  | 2011-5-24                  | $64          | LGA 1155   | DMI 2.0 PCIe 2.0 | Hasta dual Channel DDR3-1333 |
| Básico           | 2 (2)                        | Pentium           | G630T             | 2,3 GHz           | N/A               | 650 MHz           | 1100 MHz          | 3 MB     | 35 W  | 2011-9-4                   | $70          | LGA 1155   | DMI 2.0 PCIe 2.0 | Hasta dual Channel DDR3-1333 |
| Básico           | 2 (2)                        | Pentium           | G620T             | 2,2 GHz           | N/A               | 650 MHz           | 1100 MHz          | 3 MB     | 35 W  | 2011-5-24                  | $70          | LGA 1155   | DMI 2.0 PCIe 2.0 | Hasta dual Channel DDR3-1333 |
| Básico           | 2 (2)                        | Celeron           | G540              | 2,5 GHz           | N/A               | 850 MHz           | 1000 MHz          | 2 MB     | 65 W  | 2011-9-4                   | $52          | LGA 1155   | DMI 2.0 PCIe 2.0 | Hasta dual Channel DDR3-1333 |
| Básico           | 2 (2)                        | Celeron           | G530              | 2,4 GHz           | N/A               | 850 MHz           | 1000 MHz          | 2 MB     | 65 W  | 2011-9-4                   | $42          | LGA 1155   | DMI 2.0 PCIe 2.0 | Hasta dual Channel DDR3-1333 |
| Básico           | 2 (2)                        | Celeron           | G530T             | 2 GHz             | N/A               | 650 MHz           | 1000 MHz          | 2 MB     | 35 W  | 2011-9-4                   | $47          | LGA 1155   | DMI 2.0 PCIe 2.0 | Hasta dual Channel DDR3-1333 |
| Básico           | 1 (1)                        | Celeron           | G440              | 1,6 GHz           | N/A               | 650 MHz           | 1000 MHz          | 1 MB     | 35 W  | 2011-9-4                   | $37          | LGA 1155   | DMI 2.0 PCIe 2.0 | Hasta dual Channel DDR3-1333 |

- El precio recomendado es de 1000 unidades del fabricante al distribuidor, expresados en dólares estadounidenses ($)

Leyenda de sufijos:
- K - Procesadores con el multiplicador desbloqueado
- S - Procesadores más eficientes energéticamente
- T - Procesadores muy eficientes energéticamente, con frecuencias de reloj más bajas que las de serie.

#### Servidores
| Gama      | zócalo   | Núcleos (Hilos de ejecución)) | Modelo Procesador | Modelo Procesador | CPU Vel. de reloj | CPU Vel. de reloj | GPU Vel. de reloj | GPU Vel. de reloj | Caché L3 | Interfaz                | Memoria Soportada              | TDP   | Año de Lanzamiento (A-M-D) | Precio (USD) |
| Gama      | zócalo   | Núcleos (Hilos de ejecución)) | Modelo Procesador | Modelo Procesador | Estándar          | Turbo             | Normal            | Turbo             | Caché L3 | Interfaz                | Memoria Soportada              | TDP   | Año de Lanzamiento (A-M-D) | Precio (USD) |
| --------- | -------- | ----------------------------- | ----------------- | ----------------- | ----------------- | ----------------- | ----------------- | ----------------- | -------- | ----------------------- | ------------------------------ | ----- | -------------------------- | ------------ |
| 4P Server | LGA 2011 | 8 (16) 6 (12) 4 (4/8) 2 (2/4) | Xeon E5           | 46xx              |                   |                   | N/A               | N/A               |          | 2× QPI DMI 2.0 PCIe 3.0 | Hasta quad channel DDR3-1600   |       | Q1 2012                    |              |
| 2P Server | LGA 2011 | 8 (16)                        | Xeon E5           | 2687W             | 3,1 GHz           |                   | N/A               | N/A               | 20 MB    | 2× QPI DMI 2.0 PCIe 3.0 | 4x DDR3-1600                   | 150 W | Q1 2012                    | $1885        |
| 2P Server | LGA 2011 | 8 (16)                        | Xeon E5           | 2690              | 2,9 GHz           |                   | N/A               | N/A               | 20 MB    | 2× QPI DMI 2.0 PCIe 3.0 | 4x DDR3-1600                   | 135 W | Q1 2012                    | $2057        |
| 2P Server | LGA 2011 | 8 (16)                        | Xeon E5           | 2680              | 2,7 GHz           |                   | N/A               | N/A               | 20 MB    | 2× QPI DMI 2.0 PCIe 3.0 | 4x DDR3-1600                   | 130 W | Q1 2012                    | $1723        |
| 2P Server | LGA 2011 | 8 (16)                        | Xeon E5           | 2670              | 2,6 GHz           |                   | N/A               | N/A               | 20 MB    | 2× QPI DMI 2.0 PCIe 3.0 | 4x DDR3-1600                   | 115 W | Q1 2012                    | $1552        |
| 2P Server | LGA 2011 | 8 (16)                        | Xeon E5           | 2665              | 2,4 GHz           |                   | N/A               | N/A               | 20 MB    | 2× QPI DMI 2.0 PCIe 3.0 | 4x DDR3-1600                   | 115 W | Q1 2012                    | $1440        |
| 2P Server | LGA 2011 | 8 (16)                        | Xeon E5           | 2660              | 2,2 GHz           |                   | N/A               | N/A               | 20 MB    | 2× QPI DMI 2.0 PCIe 3.0 | 4x DDR3-1600                   | 95 W  | Q1 2012                    | $1329        |
| 2P Server | LGA 2011 | 8 (16)                        | Xeon E5           | 2650              | 2,0 GHz           |                   | N/A               | N/A               | 20 MB    | 2× QPI DMI 2.0 PCIe 3.0 | 4x DDR3-1600                   | 95 W  | Q1 2012                    | $1106        |
| 2P Server | LGA 2011 | 8 (16)                        | Xeon E5           | 2650L             | 1,8 GHz           |                   | N/A               | N/A               | 20 MB    | 2× QPI DMI 2.0 PCIe 3.0 | 4x DDR3-1600                   | 70 W  | Q1 2012                    | $1106        |
| 2P Server | LGA 2011 | 6 (12)                        | Xeon E5           | 2667              | 2,9 GHz           |                   | N/A               | N/A               | 15 MB    | 2× QPI DMI 2.0 PCIe 3.0 | 4x DDR3-1600                   | 130 W | Q1 2012                    | $1552        |
| 2P Server | LGA 2011 | 6 (12)                        | Xeon E5           | 2640              | 2,5 GHz           |                   | N/A               | N/A               | 15 MB    | 2× QPI DMI 2.0 PCIe 3.0 | 4x DDR3-1333                   | 95 W  | Q1 2012                    | $884         |
| 2P Server | LGA 2011 | 6 (12)                        | Xeon E5           | 2630              | 2,3 GHz           |                   | N/A               | N/A               | 15 MB    | 2× QPI DMI 2.0 PCIe 3.0 | 4x DDR3-1333                   | 95 W  | Q1 2012                    | $612         |
| 2P Server | LGA 2011 | 6 (12)                        | Xeon E5           | 2620              | 2,0 GHz           |                   | N/A               | N/A               | 15 MB    | 2× QPI DMI 2.0 PCIe 3.0 | 4x DDR3-1333                   | 95 W  | Q1 2012                    | $406         |
| 2P Server | LGA 2011 | 6 (12)                        | Xeon E5           | 2630L             | 2,0 GHz           |                   | N/A               | N/A               | 15 MB    | 2× QPI DMI 2.0 PCIe 3.0 | 4x DDR3-1333                   | 60 W  | Q1 2012                    | $662         |
| 2P Server | LGA 2011 | 4 (8)                         | Xeon E5           | 2643              | 3,3 GHz           |                   | N/A               | N/A               | 10 MB    | 2× QPI DMI 2.0 PCIe 3.0 | 4x DDR3-1600                   | 130 W | Q1 2012                    | $884         |
| 2P Server | LGA 2011 | 4 (4)                         | Xeon E5           | 2609              | 2,4 GHz           |                   | N/A               | N/A               | 10 MB    | 2× QPI DMI 2.0 PCIe 3.0 | 4x DDR3-1066                   | 80 W  | Q1 2012                    | $294         |
| 2P Server | LGA 2011 | 4 (4)                         | Xeon E5           | 2603              | 1,8 GHz           |                   | N/A               | N/A               | 10 MB    | 2× QPI DMI 2.0 PCIe 3.0 | 4x DDR3-1066                   | 80 W  | Q1 2012                    | $202         |
| 2P Server | LGA 2011 | 2 (4)                         | Xeon E5           | 2637              | 3,0 GHz           |                   | N/A               | N/A               | 5 MB     | 2× QPI DMI 2.0 PCIe 3.0 | 4x DDR3-1600                   | 80 W  | Q1 2012                    | $884         |
| 2P Server | LGA 1356 | 8 (16) 6 (12) 4 (4/8) 2 (2/4) | Xeon E5           | 24xx              |                   |                   | N/A               | N/A               |          | 1× QPI DMI 2.0 PCIe 3.0 | Hasta triple channel DDR3-1600 |       | Q1 2012                    |              |
| 1P Server | LGA 2011 | 6 (12)                        | Xeon E5           | 1660              | 3,3 GHz           | 3,9 GHz           | N/A               | N/A               | 15 MB    | 2× QPI DMI 2.0 PCIe 3.0 | Hasta quad channel DDR3-1333   | 130 W | Q4 2011                    | $1080        |
| 1P Server | LGA 2011 | 6 (12)                        | Xeon E5           | 1650              | 3,2 GHz           | 3,8 GHz           | N/A               | N/A               | 12 MB    | 2× QPI DMI 2.0 PCIe 3.0 | Hasta quad channel DDR3-1333   | 130 W | Q4 2011                    | $583         |
| 1P Server | LGA 2011 | 4 (8)                         | Xeon E5           | 1620              | 3,6 GHz           | 3,9 GHz           | N/A               | N/A               | 10 MB    | 2× QPI DMI 2.0 PCIe 3.0 | Hasta quad channel DDR3-1333   | 130 W | Q4 2011                    | $294         |
| 1P Server | LGA 1155 | 4 (8)                         | Xeon E3           | 1290              | 3,6 GHz           | 4,0 GHz           | N/A               | N/A               | 8 MB     | DMI 2.0 PCIe 2.0        | Hasta dual channel DDR3-1333   | 95 W  | 2011-5-29                  | $885         |
| 1P Server | LGA 1155 | 4 (8)                         | Xeon E3           | 1280              | 3,5 GHz           | 3,9 GHz           | N/A               | N/A               | 8 MB     | DMI 2.0 PCIe 2.0        | Hasta dual channel DDR3-1333   | 95 W  | 2011-3-15                  | $612         |
| 1P Server | LGA 1155 | 4 (8)                         | Xeon E3           | 1275              | 3,4 GHz           | 3,8 GHz           | 850 MHz           | 1350 MHz          | 8 MB     | DMI 2.0 PCIe 2.0        | Hasta dual channel DDR3-1333   | 95 W  | 2011-3-15                  | $339         |
| 1P Server | LGA 1155 | 4 (8)                         | Xeon E3           | 1270              | 3,4 GHz           | 3,8 GHz           | N/A               | N/A               | 8 MB     | DMI 2.0 PCIe 2.0        | Hasta dual channel DDR3-1333   | 80 W  | 2011-3-15                  | $328         |
| 1P Server | LGA 1155 | 4 (8)                         | Xeon E3           | 1260L             | 2,4 GHz           | 3,3 GHz           | 650 MHz           | 1250 MHz          | 8 MB     | DMI 2.0 PCIe 2.0        | Hasta dual channel DDR3-1333   | 45 W  | 2011-3-15                  | $294         |
| 1P Server | LGA 1155 | 4 (8)                         | Xeon E3           | 1245              | 3,3 GHz           | 3,7 GHz           | 850 MHz           | 1350 MHz          | 8 MB     | DMI 2.0 PCIe 2.0        | Hasta dual channel DDR3-1333   | 95 W  | 2011-3-15                  | $262         |
| 1P Server | LGA 1155 | 4 (8)                         | Xeon E3           | 1240              | 3,3 GHz           | 3,7 GHz           | N/A               | N/A               | 8 MB     | DMI 2.0 PCIe 2.0        | Hasta dual channel DDR3-1333   | 80 W  | 2011-3-15                  | $250         |
| 1P Server | LGA 1155 | 4 (8)                         | Xeon E3           | 1235              | 3,2 GHz           | 3,6 GHz           | 850 MHz           | 1350 MHz          | 8 MB     | DMI 2.0 PCIe 2.0        | Hasta dual channel DDR3-1333   | 95 W  | 2011-3-15                  | $240         |
| 1P Server | LGA 1155 | 4 (8)                         | Xeon E3           | 1230              | 3,2 GHz           | 3,6 GHz           | N/A               | N/A               | 8 MB     | DMI 2.0 PCIe 2.0        | Hasta dual channel DDR3-1333   | 80 W  | 2011-3-15                  | $215         |
| 1P Server | LGA 1155 | 4 (4)                         | Xeon E3           | 1225              | 3,1 GHz           | 3,4 GHz           | 850 MHz           | 1350 MHz          | 6 MB     | DMI 2.0 PCIe 2.0        | Hasta dual channel DDR3-1333   | 95 W  | 2011-3-15                  | $194         |
| 1P Server | LGA 1155 | 4 (4)                         | Xeon E3           | 1220              | 3,1 GHz           | 3,4 GHz           | N/A               | N/A               | 8 MB     | DMI 2.0 PCIe 2.0        | Hasta dual channel DDR3-1333   | 80 W  | 2011-3-15                  | $189         |
| 1P Server | LGA 1155 | 2 (4)                         | Xeon E3           | 1220L             | 2,2 GHz           | 3,4 GHz           | N/A               | N/A               | 3 MB     | DMI 2.0 PCIe 2.0        | Hasta dual channel DDR3-1333   | 20 W  | 2011-3-15                  | $189         |

#### Segmento portátil
- Todos los procesadores de portátil disponen de un sistema de gráficos de doble núcleo con 12 unidades de ejecución
- Soporte EEC disponible en los modelos Core i5-2515E, Core i7-2610UE, Core i7-2655LE, y Core i7-2715QE.

| Gama        | Núcleos / Hilos de ejecución | Modelo procesador       | Modelo procesador | Gráficos Integrados                         | Frecuencia de CPU | Frecuencia de CPU | Frecuencia de GPU | Frecuencia de GPU | Caché de Nivel 3 | TDP  | Fecha de lanzamiento |
| Gama        | Núcleos / Hilos de ejecución | Modelo procesador       | Modelo procesador | Gráficos Integrados                         | De serie / Turbo  | De serie / Turbo  | De serie / Turbo  | De serie / Turbo  | Caché de Nivel 3 | TDP  | Fecha de lanzamiento |
| ----------- | ---------------------------- | ----------------------- | ----------------- | ------------------------------------------- | ----------------- | ----------------- | ----------------- | ----------------- | ---------------- | ---- | -------------------- |
| Superior    | 4 (8)                        | Core i7 Extreme Edition | Core i7-2920XM    | Intel HD Graphics 2000 (12 Unid. Ejecución) | 2,5 GHz           | 3,5 GHz           | 650 MHz           | 1300 MHz          | 8 MiBa           | 55 W | 5 de enero de 2011   |
| Rendimiento | 4 (8)                        | Core i7                 | Core i7-2820QM    | Intel HD Graphics 2000 (12 Unid. Ejecución) | 2,3 GHz           | 3,4 GHz           | 650 MHz           | 1300 MHz          | 8 MiBa           | 45 W | 5 de enero de 2011   |
| Rendimiento | 4 (8)                        | Core i7                 | Core i7-2720QM    | Intel HD Graphics 2000 (12 Unid. Ejecución) | 2,2 GHz           | 3,3 GHz           | 650 MHz           | 1300 MHz          | 6 MiB            | 45 W | 5 de enero de 2011   |
| Rendimiento | 4 (8)                        | Core i7                 | Core i7-2715QE    | Intel HD Graphics 2000 (12 Unid. Ejecución) | 2,1 GHz           | 3,0 GHz           | 650 MHz           | 1100 MHz          | 6 MiB            | 45 W | 5 de enero de 2011   |
| Rendimiento | 4 (8)                        | Core i7                 | Core i7-2710QE    | Intel HD Graphics 2000 (12 Unid. Ejecución) | 2,1 GHz           | 3,0 GHz           | 650 MHz           | 1100 MHz          | 6 MiB            | 45 W | 5 de enero de 2011   |
| Rendimiento | 4 (8)                        | Core i7                 | Core i7-2630QM    | Intel HD Graphics 2000 (12 Unid. Ejecución) | 2,2 GHz           | 2,9 GHZ           | 650 MHz           |                   | 6 MiB            | 45 W | 5 de enero de 2011   |
| Estándar    | 2 (4)                        | Core i7                 | Core i7-2620M     | Intel HD Graphics 2000 (12 Unid. Ejecución) | 2,7 GHz           | 3,4 GHz           | 650 MHz           | 1300 MHz          | 4 MiB            | 35 W | febrero de 2011      |
| Estándar    | 2 (4)                        | Core i7                 | Core i7-2655LE    | Intel HD Graphics 2000 (12 Unid. Ejecución) |                   |                   |                   |                   | 4 MiB            | 25 W | febrero de 2011      |
| Estándar    | 2 (4)                        | Core i7                 | Core i7-2640LM    | Intel HD Graphics 2000 (12 Unid. Ejecución) |                   |                   |                   |                   | 4 MiB            | 25 W | febrero de 2011      |
| Estándar    | 2 (4)                        | Core i7                 | Core i7-2620LM    | Intel HD Graphics 2000 (12 Unid. Ejecución) |                   |                   |                   |                   | 4 MiB            | 25 W | febrero de 2011      |
| Estándar    | 2 (4)                        | Core i7                 | Core i7-2610LM    | Intel HD Graphics 2000 (12 Unid. Ejecución) |                   |                   |                   |                   | 4 MiB            | 25 W | febrero de 2011      |
| Estándar    | 2 (4)                        | Core i7                 | Core i7-2630UM    | Intel HD Graphics 2000 (12 Unid. Ejecución) | 18 W              |                   |                   |                   | 4 MiB            |      | febrero de 2011      |
| Estándar    | 2 (4)                        | Core i7                 | Core i7-2610UE    | Intel HD Graphics 2000 (12 Unid. Ejecución) | 18 W              |                   |                   |                   | 4 MiB            |      | febrero de 2011      |
| Estándar    | 2 (4)                        | Core i5                 | Core i5-2530UM    | Intel HD Graphics 2000 (12 Unid. Ejecución) | 18 W              | 3 MiB             |                   |                   |                  |      | febrero de 2011      |
| Estándar    | 2 (4)                        | Core i5                 | Core i5-2540M     | Intel HD Graphics 2000 (12 Unid. Ejecución) | 2,6 GHz           | 3 MiB             | 3,3 GHz           | 650 MHz           | 1150 MHz         | 35 W | febrero de 2011      |
| Estándar    | 2 (4)                        | Core i5                 | Core i5-2520M     | Intel HD Graphics 2000 (12 Unid. Ejecución) | 2,5 GHz           | 3 MiB             | 3,2 GHz           | 650 MHz           | 1150 MHz         | 35 W | febrero de 2011      |
| Estándar    | 2 (4)                        | Core i5                 | Core i5-2515E     | Intel HD Graphics 2000 (12 Unid. Ejecución) | 2,5 GHz           | 3 MiB             | 3,2 GHz           | 650 MHz           | 1050 MHz         | 35 W | febrero de 2011      |
| Estándar    | 2 (4)                        | Core i5                 | Core i5-2510E     | Intel HD Graphics 2000 (12 Unid. Ejecución) | 2,5 GHz           | 3 MiB             | 3,2 GHz           | 650 MHz           | 1050 MHz         | 35 W | febrero de 2011      |
| Básico      | 2 (2)                        | Celeron                 | B801              |                                             |                   |                   |                   |                   | 2MiB             |      | febrero de 2011      |

Leyenda de Sufijos:
- M - Procesadores portátiles
- LM - Procesadores portátiles de baja tensión.
- UM - Procesadores portátiles de muy baja tensión.
- QM - Procesadores portátiles de cuádruple núcleo.
- XM - Procesadores portátiles de cuádruple núcleo con el multiplicador desbloqueado.

- E - Procesadores para sistemas embebidos.
- LE - Procesadores para sistemas embebidos de baja tensión.
- UE - Procesadores para sistemas embebidos de muy baja tensión.
- QE -Procesadores para sistemas embebidos de cuádruple núcleo.

## Historia

### Inicios
Los inicios de su desarrollo se remontan a 2005. Al principio, su nombre en clave era Guesher, pero fue descartado el 17 de abril de 2007 según un comunicado de Justin Rattner en el foro de desarrollo de Intel.

### Predecesor

#### Westmere
Westmere (anteriormente Nehalem-C) es el nombre en clave dado a una microarquitectura que utiliza 32 nanómetros como tecnología de fabricación de microprocesadores, desarrollada por Intel como sucesora de Nehalem.

### Sucesor

#### Ivy Bridge
Ivy Bridge corresponde al nombre en clave de los modelos de procesador mejorados de la familia Sandy Bridge. Fueron anunciados en una nota de prensa en el foro de desarrollo de Intel en 2010.
Esta generación de microprocesadores fue lanzada finalmente en abril de 2012.

##### Diferencias
Los cambios entre Sandy Bridge e Ivy Bridge son bastante significativos, entre ellos destacan:
- Construidos sobre proceso de fabricación CMOS con litografía de 22 nanómetros.
- Los modelos más básicos para ordenadores de sobremesa constan de 2 núcleos con Hyperthreading, desapareciendo así los modelos de dos hilos de ejecución; los modelos de alta gama pasarán a ser de óctuple núcleo (8) pudiendo llegar a 16 hilos de ejecución. En la gama portátil se seguirán viendo modelos de dos y cuatro núcleos.
- La GPU integrada pasa a tener hasta 24 unidades de ejecución en los modelos más complejos y 12 en los más simples y gana compatibilidad con la API DirectX 11 y OpenCL.
- Incluye un generador de números aleatorios utilizable mediante la instrucción RdRand, complementando la funcionalidad del conjunto de instrucciones AES-NI.
- El puente norte integrado pasa a tener soporte nativo para PCIe 3.0 y USB 3.0.
- Soporte también para thunderbolt, aunque no integrado en la propia CPU.[12] Se usará por ejemplo en la segunda generación de ultrabooks.

## Itinerario de arquitecturas

Mapa de arquitecturas de Intel, desde Netburst hasta Skymont.